# Lea T
Lea T (n. 19 februarie 1981, Belo Horizonte, Minas Gerais, Brazilia) este un supermodel brazilian.
Leandra Medeiros Cerezo, cunoscută profesional sub numele de Lea T (născută la 19 februarie 1981), este un model de modă transgender născut în Brazilia, crescut în Italia. Ea este muza lui Riccardo Tisci, director creativ al brandului de lux britanic Burberry; numele ei de familie profesional „T” vine de la Tisci.
Ea este fața brandului american de îngrijire a părului Redken.
Ea este, de asemenea, o icoană a culturii pop a advocacy transgender în comunitatea LGBT. A afirmat că discriminarea împotriva persoanelor LGBT este o problemă continuă și că societatea are mai multe de făcut înainte ca aceasta să fie rezolvată.

## Carieră
Carieră
Ea a fost descoperită pentru prima dată de designerul senior Givenchy, Riccardo Tisci, și a devenit chipul lui Givenchy la sfârșitul anului 2010. Primul ei spectacol a fost pentru Alexandre Herchcovitch în timpul Săptămânii Modei din São Paulo, în ianuarie 2011. T a apărut în campaniile pentru Givenchy, Benetton și Philipp Plein, fotografiate de Terry Richardson.
A apărut în editoriale în Vogue Paris, Numero, Interview și Love. În 2011, ea a fost, de asemenea, vedeta de acoperire a două ediții ale ediției de primăvară / vară 2011 a Love, una ca model solo și alta cu săruta ei pe Kate Moss. De asemenea, T a realizat coperțile edițiilor internaționale ale Elle, Marie Claire, Grazia și Glamour.
În 2013, a participat la versiunea italiană a Dancing with the Stars pe Rai Uno intitulată Ballando con le Stelle.
În februarie 2015, Lea T a fost aleasă de revista Forbes una dintre cele 12 femei care au schimbat moda italiană, alături de nume precum Miuccia Prada, Anna Dello Russo și Franca Sozzani. = În 2014 a devenit fața brandului american de îngrijire a părului Redken, astfel făcând-o primul model transgender deschis care a înaintat un brand global de produse cosmetice.
Lea T a devenit prima persoană transgender deschisă vreodată care a participat la ceremoniile de deschidere a olimpiadelor, când a condus echipa braziliană pe stadion cu bicicleta în timpul Jocurilor Olimpice de la Rio 2016, conducând o echipă de 465 de oameni care contestă 29 de sporturi, pentatleta modern Yane. Marchizele care poartă steagul Auriverde în stadion.